# Abu Roasz
Abu Roasz – północna część nekropoli memfickiej, położona 10 km na północ od Gizy. Nazwa jej pochodzi od znajdującego się w pobliżu współczesnego miasteczka arabskiego, liczącego w 2006 roku 17 285 mieszkańców.
Obszar ten stanowił miejsce pochówków już w czasach prehistorycznych i okresie tynickim, czyli za czasów I i II dynastii. 
Najsłynniejszym zabytkiem Abu Roasz są zachowane do kilku metrów ruiny piramidy Dżedefre, władcy starożytnego Egiptu z IV dynastii. Jest to najdalej na północ wysunięta, znana piramida władcy starożytnego Egiptu.
W czasie wykopalisk odkopano fragmenty posągów z różowego kwarcytu, m.in. głowę króla Dżedefre, Oraz dolną część posągu siedzącego Dżedefre, u którego stóp, w pozycji klęczącej znajduje się jego żona Hetepheres II. Z kompleksu piramidy Dżedefre z Abu Roasz pochodzi figura prawdopodobnie pierwszego znanego sfinksa.
Tutaj też w 2002 archeolodzy szwajcarscy przypadkowo odkryli kolejną i na razie ostatnią, już 110 znaną piramidę egipską, tym razem należącą do królowej, prawdopodobnie żony Dżedefre lub wnuczki Chufu. W pozostałościach grobowca odnaleziono trzy komory, fragmenty sarkofagu, ceramiki i alabastrowych waz.